# 諾布爾鎮區 (印地安納州諾布爾縣)
諾布爾鎮區（英語：Noble Township）是位於美國印地安納州諾布爾縣的一個行政鎮區。

## 地方資料
根據2010年美國人口普查的數據，諾布爾鎮區的面積為91.00平方千米，當中陸地面積為87.50平方千米，而水域面積為3.50平方千米。當地共有人口3094人，而人口密度為每平方千米34人。